# Fingathing
Fingathing ist eine Nu Jazz / Hip-Hop-Band aus Manchester, England, und besteht aus dem klassisch ausgebildeten Kontrabassisten Sneaky und dem DJ / Turntablisten Peter Parker.

## Werdegang
Parker war Finalteilnehmer bei den US-amerikanischen DMC World DJ Championships, wo ein gewisser Mark Rae in der Jury saß. Parker traf Rae später in einem Plattenladen in  Manchester und wurde zur Anhörprobe zu dessen Live-Band Rae & Christian eingeladen.
Parker spielte zusammen mit Sneaky noch eine Weile bei Rae & Christian, bevor die beiden beschlossen als Duo weiterzumachen. Sie unterschrieben bei Rae's Plattenfirma Grand Central Records in Großbritannien (bzw. bei Ninja Tune in den USA) und veröffentlichten bisher drei Studioalben sowie ein Best-Of-Album. Die Alben- und Single-Cover der Band enthalten stets die charakteristischen Cartoons des Zeichners Chris Drury.

## Alben
- The Main Event (2000) Grand Central Records
- Superhero Music (2002) Grand Central Records
- And The Big Red Nebula Band (2004) Grand Central Records
- Time Capsule: The First Five Years of Fingathing (2005)
- Apocalypso EP (2006)

## Solo-Veröffentlichungen
- Peter Parker brachte eine limitierte Mix-CD namens Life After Death Mix heraus.
- Sneaky veröffentlichte die beiden Mix-CDs Biscuit Mix und Bloody Axe Mix.
- Feel Like A King EP (2008) (Sneaky)
- Feel Like A King...Pluck A String (2009) (Sneaky)